# TT272
TT272 (Theban Tomb 272) è la sigla che identifica una delle Tombe dei Nobili ubicate nell'area della cosiddetta Necropoli Tebana, sulla sponda occidentale del Nilo dinanzi alla città di Luxor, in Egitto. Destinata a sepolture di nobili e funzionari connessi alle case regnanti, specie del Nuovo Regno, l'area venne sfruttata, come necropoli, fin dall'Antico Regno e, successivamente, sino al periodo Saitico (con la XXVI dinastia) e Tolemaico.

## Titolare
TT272 era la tomba di:
| Titolare  | Titolo                                                                 | Necropoli    | Dinastia/Periodo         | Note |
| --------- | ---------------------------------------------------------------------- | ------------ | ------------------------ | ---- |
| Khaemopet | Padre divino di Amon nell'Occidente; Prete lettore del tempio di Sokar | Qurnet Murai | XIX dinastia-XX dinastia |      |

## Biografia
Nessuna notizia ricavabile; pur esistendo la rappresentazione della moglie, di questa non viene indicato il nome, oppure è andato perso.

## La tomba
Si accede alla TT272 da un cortile in cui si apre anche l'accesso alla TT273; TT272 si sviluppa planimetricamente in una sala trasversale e una perpendicolare alla precedente secondo la struttura a "T" rovesciata tipica del periodo. Un breve corridoio (1 blu in planimetria) sulle cui pareti, danneggiate, sono riportati il defunto e la moglie (?), immette nella sala trasversale. Sulle pareti (2 blu) il defunto e la moglie dinanzi a quattro demoni; sul lato corto (3) resti di quattro personaggi dinanzi a due mummie; sullo sfondo una montagna. Poco oltre (4) il defunto e la moglie in offertorio a Osiride (?). Su altra parete (5), su due registri sovrapposti il defunto e la moglie dinanzi a Osiride e Hathor, un prete in offertorio dinanzi al defunto (?); segue (6), su due registri, un uomo, un prete e una donna dinanzi al defunto. Poco oltre (7), molto danneggiato, il defunto (?) adora alcune divinità, forse Osiride, Iside e Nephtys. 
Un altro breve corridoio, sulle cui pareti (8) sono riportati il defunto e la moglie in adorazione (scene parzialmente distrutta), immette in una sala più interna perpendicolare alla precedente in cui (9-10) sono riportati brani tratti dal Libro delle Porte. In una nicchia di fondo (11) Ra-Horakhti e una dea sulla sinistra, e Osiride a un'altra dea sulla destra; al centro, il defunto adora una divinità (?). Sul soffitto decorazioni rappresentanti una vigna e testi dedicatori.

### Annotazioni
1. ↑  La numerazione dei locali e delle pareti segue quella di Porter e Moss 1927, p. 348.
2. ↑  La prima numerazione delle tombe, dalla numero 1 alla 252, risale al 1913 con l'edizione del "Topographical Catalogue of the Private Tombs of Thebes" di Alan Gardiner e Arthur Weigall. Le tombe erano numerate in ordine di scoperta e non geografico; ugualmente in ordine cronologico di scoperta sono le tombe dalla 253 in poi.
3. ↑  I campi della Duat, ovvero l'aldilà egizio, si trovavano, secondo le credenze, proprio sulla riva occidentale del grande fiume.
4. ↑  Nella sua epoca di utilizzo, l'area era nota come "Quella di fronte al suo Signore" (con riferimento alla riva orientale, dove si trovavano le strutture dei Palazzi di residenza dei re e i templi dei principali dei) o, più semplicemente, "Occidente di Tebe".
5. ↑  le Tombe dei Nobili, benché raggruppate in un'unica area, sono di fatto distribuite su più necropoli distinte.
6. ↑  Le note, sovente di inquadramento topografico della tomba, sono tratte dal "Topographical Catalogue" di Gardiner e Weigall, ed. 1913 e fanno perciò riferimento alla situazione dell'epoca.
7. ↑  Incarico non chiaro e non recensito in altre sepolture.
8. ↑  Era compito dei preti "lettori" l'organizzazione delle cerimonie e la recitazione ad alta voce, durante le cerimonie sacre, degli inni previsti. Proprio per tale conoscenza delle invocazioni giuste e corrette, i "lettori" venivano considerati detentori di poteri magici.
9. ↑  Per differenziare le due tombe in planimetria, le numerazioni relative alle due sepolture sono riportate in differente colore: blu per la TT272, rosso per la TT273.

### Fonti
1. ↑  Gardiner e Weigall 1913.
2. ↑  Donadoni 1999,  p. 115.
3. ↑  Porter e Moss 1927, p. 350.
4. 1 2  Porter e Moss 1927,  p. 350.